# Olešnice, Rychnov nad Kněžnou
Olešnice là một làng thuộc huyện Rychnov nad Kněžnou, vùng Královéhradecký, Cộng hòa Séc.